# مذكرة التفاهم بين الاتحاد الاوروبي والكونيبول في كرة القدم
مذكرة التفاهم بين الاتحاد الاوروبي والكونيبول في كرة القدم (بالإنجليزية: UEFA–CONMEBOL memorandum of understanding)‏ ( (بالإسبانية: Memorando de Entendimiento)‏ )  اتفاق بين الاتحاد الأوروبي لكرة القدم وأمريكا الجنوبية، اتحاد كرة القدم في أوروبا وأمريكا الجنوبية، على التوالي، تم توقيعه بين الطرفين بهدف تحقيق تعاون وثيق لتطوير هذه الرياضة في القارتين. تم التوقيع عليها في 12 فبراير 2020   وتم تمديدها في 15 ديسمبر 2021 في مرحلة أولى،   وفي 2 يونيو 2022 في مرحلة ثانية.  سيسمح هذا بإقامة بطولات رسمية في بطولات كرة القدم للرجال والسيدات والشباب والصالات الداخلية وإمكانية تبادل الحكام في البطولات التي ينظمها كلا الكيانين.
في يناير 2022، اجتمعت ادارة الكونميبول والاتحاد الأوروبي لكرة القدم في مقر الكونميبول في أسونسيون، باراغواي، وصادقت على الاتفاقيات التي وقعتها بالفعل للمسابقات المستقبلية، مثل مشاركة فرق أمريكا الجنوبية في دوري الأمم الأوروبية 2024-25. كما اتفق الجانبان على إنشاء مكتب مشترك في لندن.

## المهمة والأهداف
تسعى مذكرة التفاهم إلى تقديم المساعدة والدعم بين كلا الاتحادين لإنشاء وتنفيذ المشاريع والأنشطة المتعلقة بـ:  
- تعزيز وتطوير كرة القدم الشعبية وكرة القدم للشباب وكرة القدم النسائية
- تنظيم البطولات
- المسائل التسويقية والقانونية والاجتماعية
- الحماية؛
- تعزيز المبادئ الأخلاقية والحكم الرشيد في كرة القدم

## اللجان
من أجل المضي قدما في المشاريع، تم إنشاء 4 لجان مشتركة من خلال المذكرة.  يتم تنسيق استراتيجيات كلا الاتحادين في اللجان المختلفة في مكتب التمثيل المشترك الموجود في لندن، إنجلترا، المملكة المتحدة، الذي تم افتتاحه في 4 أبريل 2022. 
اللجان هي: التتحكيم، كرة القدم النسائية، التطوير والمدربين، المسباقات

### التحكيم
اعتبارًا من توقيع مذكرة التفاهم، بدأ برنامج تبادل الحكام، مما يسمح للحكام والحكام المساعدين المعينين من قبل اتحادهم بالمشاركة في المباريات التي ينظمها الطرف الآخر الموقع.  فيما يلي قائمة الحكام المعينين ضمن برنامج التبادل:
| الاتحاد المنظم للبطولة                        | المسابقة/البطولة                                   | الحكم المنتدب               | الدور التحكيمي        | البلد                  |
| --------------------------------------------- | -------------------------------------------------- | --------------------------- | --------------------- | ---------------------- |
|                                               | ويفا Euro 2020                                     | فرناندو راباليني            | حكم دولي ‏             | الأرجنتين (الكونيبول)  |
| Juan Pablo Belatti                            | ويفا Euro 2020                                     | حكم مساعد                   |                       | الأرجنتين (الكونيبول)  |
| Diego Yamil Bonfá                             | ويفا Euro 2020                                     | حكم مساعد                   |                       | الأرجنتين (الكونيبول)  |
| ويفا Women's Euro 2022                        | Emikar Calderas                                    | حكم دولي                    | فنزويلا (الكونيبول)   |                        |
| ويفا Women's Euro 2022                        | Migdalia Rodríguez Chirino                         | حكم مساعد                   | فنزويلا (الكونيبول)   |                        |
| ويفا Women's Euro 2022                        | Mary Blanco Bolívar                                | حكم مساعد                   | كولومبيا (الكونيبول)  |                        |
|                                               | كوبا أمريكا 2021                                   | خيسوس خيل مانزانو           | حكم دولي              | إسبانيا (ويفا)         |
| Diego Barbero Sevilla                         | كوبا أمريكا 2021                                   | حكم مساعد                   |                       | إسبانيا (ويفا)         |
| Ángel Nevado Rodríguez                        | كوبا أمريكا 2021                                   | حكم مساعد                   |                       | إسبانيا (ويفا)         |
| ريكاردو دي بيرغوس بينغوتيسيا                  | كوبا أمريكا 2021                                   | حكم تقنية الفار             |                       | إسبانيا (ويفا)         |
| خوسيه لويس مونويرا مونتيرو                    | كوبا أمريكا 2021                                   | حكم تقنية الفار             |                       | إسبانيا (ويفا)         |
| 2022 South American U-20Women's Championship ‏ | Maria Sole Ferrieri Caputi                         | حكم دولي                    | إيطاليا (ويفا)        |                        |
| 2022 South American U-20Women's Championship ‏ | Giulia Tempestilli                                 | حكم مساعد                   | إيطاليا (ويفا)        |                        |
| 2022 South American U-20Women's Championship ‏ | Eliana Fernández González                          | حكم مساعد                   | إسبانيا (ويفا)        |                        |
| 2022 Copa América Femenina                    | Sandra Braz                                        | حكم دولي                    | البرتغال (ويفا)       |                        |
| 2022 Copa América Femenina                    | Andreia Ferreira Souza                             | حكم مساعد                   | البرتغال (ويفا)       |                        |
| 2022 Copa América Femenina                    | Rita Cabañero Mompó                                | حكم مساعد                   | إسبانيا (ويفا)        |                        |
| 2022 Copa Libertadores Femenina               | Maria Marotta                                      | حكم دولي                    | إيطاليا (ويفا)        |                        |
| 2022 Copa Libertadores Femenina               | Tiziana Trasciatti                                 | حكم مساعد                   | إيطاليا (ويفا)        |                        |
| 2022 Copa Libertadores Femenina               | Silvia Fernández Pérez                             | حكم مساعد                   | إسبانيا (ويفا)        |                        |
| الاتحادين معا                                 | فيناليسيما 2022                                    | Piero Maza                  | حكم دولي              | تشيلي (الكونيبول)      |
| الاتحادين معا                                 | فيناليسيما 2022                                    | Christian Schiemann         | حكم مساعد             | تشيلي (الكونيبول)      |
| الاتحادين معا                                 | فيناليسيما 2022                                    | Claudio Ríos                | حكم مساعد             | تشيلي (الكونيبول)      |
| الاتحادين معا                                 | فيناليسيما 2022                                    | Jesús Gil Manzano           | حكم رابع              | إسبانيا (ويفا)         |
| الاتحادين معا                                 | فيناليسيما 2022                                    | أليخاندرو هرنانديز هرنانديز | حكم تقنية الفار       | إسبانيا (ويفا)         |
| الاتحادين معا                                 | فيناليسيما 2022                                    | خوان مارتينيز مونويرا       | حكم مساعد تقنية الفار | إسبانيا (ويفا)         |
| الاتحادين معا                                 | فيناليسيما 2022                                    | Tiago Lopes Martins         | حكم مساعد تقنية الفار | البرتغال (ويفا)        |
| الاتحادين معا                                 | كأس إنتركونتيننتال تحت 20 سنة                      | Derlis López                | حكم دولي              | باراغواي (الكونيبول)   |
| الاتحادين معا                                 | كأس إنتركونتيننتال تحت 20 سنة                      | Roberto Cañete              | حكم مساعد             | باراغواي (الكونيبول)   |
| الاتحادين معا                                 | كأس إنتركونتيننتال تحت 20 سنة                      | José Villagra               | حكم مساعد             | باراغواي (الكونيبول)   |
| الاتحادين معا                                 | كأس إنتركونتيننتال تحت 20 سنة                      | José Méndez                 | حكم رابع              | الأرجنتين (الكونيبول)  |
| الاتحادين معا                                 | كأس إنتركونتيننتال تحت 20 سنة                      | خيرمان ديلفينو              | حكم تقنية الفار       | الأرجنتين (الكونيبول)  |
| الاتحادين معا                                 | كأس إنتركونتيننتال تحت 20 سنة                      | Maximiliano Del Yeso        | حكم مساعد تقنية الفار | الأرجنتين (الكونيبول)  |
| الاتحادين معا                                 | نهائي كأس الأمم الأوروبية للسيدات ويفا - الكونيبول | Henry Gutiérrez             | حكم دولي              | بوليفيا (الكونيبول)    |
| الاتحادين معا                                 | نهائي كأس الأمم الأوروبية للسيدات ويفا - الكونيبول | Ricardo Messa               | حكم دولي              | البرازيل (الكونيبول)   |
| الاتحادين معا                                 | نهائي كأس الأمم الأوروبية للسيدات ويفا - الكونيبول | Gean Telles                 | حكم دولي              | البرازيل (الكونيبول)   |
| الاتحادين معا                                 | نهائي كأس الأمم الأوروبية للسيدات ويفا - الكونيبول | Christian Espínola          | حكم دولي              | تشيلي (الكونيبول)      |
| الاتحادين معا                                 | نهائي كأس الأمم الأوروبية للسيدات ويفا - الكونيبول | Jonhatan Herbas             | حكم دولي              | الإكوادور (الكونيبول)  |
| الاتحادين معا                                 | نهائي كأس الأمم الأوروبية للسيدات ويفا - الكونيبول | Mario Espichan              | حكم دولي              | بيرو (الكونيبول)       |
| الاتحادين معا                                 | نهائي كأس الأمم الأوروبية للسيدات ويفا - الكونيبول | Daniel Rodríguez            | حكم دولي              | الأوروغواي (الكونيبول) |
| الاتحادين معا                                 | نهائي كأس الأمم الأوروبية للسيدات ويفا - الكونيبول | Yuri García                 | حكم دولي              | كولومبيا (الكونيبول)   |
| الاتحادين معا                                 | نهائي كأس الأمم الأوروبية للسيدات ويفا - الكونيبول | Daniel Manrique             | Timekeeper            | كولومبيا (الكونيبول)   |
| الاتحادين معا                                 | نهائي كأس الأمم الأوروبية للسيدات ويفا - الكونيبول | José Villar                 | Timekeeper            | فنزويلا (الكونيبول)    |

### كرة القدم النسائية
توفر الاتفاقية استراتيجية تطوير لهذا القسم في جميع الاتحادات الأعضاء، بالإضافة إلى إنشاء مسابقات مختلفة. أول بطولة كرة قدم للسيدات تم التخطيط لها من مذكرة التفاهم هي نهائي ويفا-الكونيبول للسيدات، وهي بطولة تحاكي كأس الأبطال كونميبول–يويفا للسيدات. 

### التطوير والمدربين
الغرض من هذه اللجنة هو تقديم مشروع مشترك لإنشاء:
- برامج تطوير اللاعبين الشباب النخبة
- تنمية الكشافة [4]
- تراخيص التدريب المشتركة: تم التخطيط للاعتراف المتبادل بالألقاب وتراخيص التدريب (على سبيل المثال، التكافؤ بين ترخيص ويفا Pro ورخصة الكونيبول PRO) لعام 2023. [6]

### المسابقات
المسابقات التي تم إنشاؤها بموجب المذكرة هي التالية:
1. كأس الأبطال كونميبول–يويفا: مباراة كل أربع سنوات يشارك فيها أبطال كرة القدم للرجال في ويفا Euro والكونيبول Copa América. كانت هناك نسختان قبل توقيع مذكرة التفاهم (كأس أرتيمو فرانكي 1985 و1993 ). تمت إعادة إطلاقه رسميًا في 28 سبتمبر 2021، حيث وافق على تنظيم ثلاث بطولات جديدة. أقيمت المباراة الأولى في 1 يونيو 2022 على ملعب ويمبلي، تحت اسم فيناليسيما . [5] [17]
2. كأس إنتركونتيننتال تحت 20 سنة: مباراة تُقام كل سنتين يشارك فيها أبطال كرة القدم للرجال في دوري الشباب اوروبا و كأس ليبرتادوريس تحت 20 سنة [الإنجليزية]. أقيمت نسختها الأولى في 21 أغسطس 2022 في ملعب سينتيناريو في مونتيفيديو. [6] [18]
3. نهائي كرة الصالات: مباراة تُقام كل أربع سنوات يشارك فيها أبطال كرة الصالات للرجال ووصيف بطولة ويفا لكرة الصالات وكأس أمريكا لكرة الصالات. أقيمت النسخة الأولى في الفترة من 15 إلى 18 سبتمبر 2022 في ملعب Movistar Arena في بوينس آيرس. [6]
4. نهائي كأس الأمم الأوروبية للسيدات ويفا - الكونيبول: مباراة تُقام كل أربع سنوات تضم بطلات كرة القدم النسائية في بطولة أمم أوروبا للسيدات وكأس أمريكا الجنوبية للسيدات. من المقرر أن تُلعب النسخة الأولى في أسبوع المباراة الدولي للسيدات فيفا في فبراير 2023 في أوروبا. [6] [19]